# Ioan Tristan de Valois
Ioan Tristan de Franța (n. 8 aprilie 1250, Damietta - 3 august 1270) a fost un prinț francez din Dinastia Capețienilor. El a fost jure uxoris conte de Nevers de la 1265 până la moarte, conte de Auxerre și Tonnerre (jure uxoris), ca și conte de Valois și de Crépy între 1268 și 1270.

## Naștere și copilărie
Ioan Tristan s-a născut la Damietta, în Egipt. El a fost cel de al șaselea copil și al patrulea fiu al regelui Ludovic al IX-lea al Franței (Sfântul Ludovic), cu Margareta de Provence. Totodată, el era primul dintre cei trei copii au acestui cuplu regal care s-a născut în timpul Cruciadei a șaptea, apărând pe lume în orașul-port Damietta din Egipt, care fusese cucerit de către cruciați în 1249. Potrivit cronicarului Jean de Joinville, un bătrân cavaler a fost pe post de moașă pe parcursul nașterii lui Ioan Tristan. Cu două zile înainte de nașterea sa, regele Ludovic cel Sfânt fusese capturat de către mameluci, motiv pentru care copilului i s-a pus și numele de Tristan. El a fost botezat în marea moschee din Damietta, care fusese reconsacrată ca biserică. O lună mai târziu, Damietta a trebuit să fie abandonată de către cruciați. Apoi, Ioan și-a petrecut copilăria în Țara Sfântă, unde s-au născut fratele său Petru (1251) și Bianca (1253).

## Căsătorie
Tatăl său și-a dorit ca Ioan Tristan să adere la Ordinul dominican, însă Ioan a reușit să reziste cu succes presiunilor lui Ludovic. În 1266, s-a căsătorit cu contesa Iolanda a II-a de Nevers (1247-1280), fapt pentru care a devenit conte de Nevers, Auxerre și Tonnerre. În 1268, a devenit conte de Valois și de Crépy ca privilegiu de la tatăl său.

## Cruciadă
Doi ani mai târziu, Ioan l-a însoțit pe tatăl său în Cruciada a opta, ai cărei participanți au ajuns la Tunis în iulie, după un scurt sejur la Cagliari în Sardinia. Însă odată ajunsă în Africa, armata cruciată a suferit de izbucnirea unei dizenterii. Ioan Tristan a fost una dintre victime care a murit de pe urma epidemiei, iar trei săptămâni mai târziu s-a stins și Ludovic. Ambele trupuri au fost transportate în Franța și înmormântate în basilica din Saint-Denis.
Căsătoria lui Ioan nu s-a soldat cu copii. Văduva sa, Iolanda se va recăsători în 1272 cu contele Robert al III-lea de Flandra; Comitatul de Valois a revenit în domeniul Coroanei.